# Paranã (Tocantins)
Paranã es un municipio brasileño situado en el estado de Tocantins. Tiene una población estimada, en 2024, de 10 854 habitantes.
Ocupa una superficie total de 11.217,33 km².